# Calamus (animal)
Calamus es un género zoológico de peces de la familia Sparidae. El nombre del género procede del sánscrito kalama, instrumento musical hindú hecho de junco parecido a una pluma y parecido al cuerpo de estos peces.

## Especies y nombres comunes
- Calamus arctifrons (Goode & Bean, 1882), Pez de pluma (Cuba); Pluma negra (España).
- Calamus bajonado (Bloch & Schneider, 1801), Bajonado (Cuba, Puerto Rico y Estados Unidos); Cachicachi (Colombia); Cachicato (Venezuela); Pluma (Cuba, Puerto Rico, Rep. Dominicana y México); Pluma bajonado (España).
- Calamus brachysomus (Lockington, 1880), Marotilla o Sargo del norte (Perú); Palma (Ecuador); Pez pluma (México); Pluma marotilla (Centroamérica y España).
- Calamus calamus (Valenciennes, 1830) Cachicachi o Mojarra blanca (Colombia); Cachicato (Venezuela); Pluma (Cuba, España y Rep. Dominicana); Pluma calamo (Nicaragua y España).
- Calamus campechanus (Randall & Caldwell, 1966), Pluma campechana o Pluma campeche.
- Calamus cervigoni (Randall & Caldwell, 1966), Pluma aleta negra.
- Calamus leucosteus (Jordan & Gilbert, 1885), Pluma golfina.
- Calamus mu (Randall & Caldwell, 1966),
- Calamus nodosus (Randall & Caldwell, 1966), Majarrón pecoso (México); Pluma botón (España).
- Calamus penna (Valenciennes, 1830) Cachicachi o Mojarra blanca (Colombia); Cachicato (Venezuela); Pez pluma manchado (Cuba, Estados Unidos, Rep. Dominicana y México); Pluma cachicato (Nicaragua y España).
- Calamus pennatula (Guichenot, 1868), Bajonado plateado (Cuba); Cachicachi plumilla (Colombia); Cachicato azul (Venezuela); Pluma (Rep. Dominicana); Pluma de charco (Nicaragua y España); Pluma del Caribe (México); Pluma plumilla (España).
- Calamus proridens (Jordan & Gilbert, 1884), Pez pluma rayado (Cuba); Pluma jorobada (México y España).
- Calamus taurinus (Jenyns, 1840), Pluma de Galápagos.